# Deák Ferenc utca (Budapest)
A Deák Ferenc utca Budapest V. kerülete egyik kb. 500 m hosszú utcája, a Belváros és a Lipótváros határvonalán.

## Fekvése
Az Apáczai Csere János utcát köti össze nyugat-kelet irányban a Deák Ferenc térrel, a Vörösmarty tér érintésével.

## Története
1789-ben a kerület renoválási terveiben báró Schilson János kamarai tanácsos lefektette a Nagyhíd utca alapjait, amely a városközpont és a Duna-part közti első összekötő lett. Az 1838-as pesti árvíz után az egykori pesti városfal 12 rondellájának északnyugati tornya, majd a Kemnitzer-féle Nagy Kávéház romja helyén, az utca elején (1. sz.) épült meg az éppen akkoriban trónra került Viktória brit királynőről elnevezett Angol királyné-szálló. A szálloda híres lakója volt, a „haza bölcse”, Deák Ferenc akiről 1866-ban az utcát elnevezték. (A mellette lévő, szintén Deák Ferenc nevét viselő térrel együtt ez a két (személyről elnevezett) közterület a legrégebbi elnevezés Budapesten, amelyet nem változtattak meg.)

## Nevezetesebb épületei
- 7–9. sz. a Chemolimpex–OTP-irodaház Gulyás Zoltán építész tervezte. Az épület 1960 és 1963 között épült. 1988–89-ben, majd 2018-ban átépítették. Ma az OTP Bank székháza.
- 11–13. sz. és a Bécsi u. 5. sz. saroképülete jelölte ki Pest határát; itt állt az akkori városfal. A jelentős épületet az a Sterk Izidor építész tervezte, aki a Gellért fürdő egyik társépítésze is volt. Az ötszintes ház kereskedelmi és ingatlanbérleti funkciót töltött be. Az ugyanebben a stílusban, 1910-ben épült öt ház közül csupán ez az egy maradt meg a mai napig.
- 15. sz. 1904-ben építették neobarokk stílusban. Lakóépületként funkcionált a teljes 20. században. 2004-ben az Immobilia Zrt. Erick van Egeraat holland építésszel közösen újította fel a házat. A teljes restauráció után kapta meg mostani nevét: a Deák Palota azóta is a legmagasabb színvonalú irodákat biztosítja az épületben, utcafronti helyiségeiben pedig Hugo Boss és Tommy Hilfiger üzletek kaptak helyet.
- 17. sz. Hatemeletes lakó- és irodaépületét a Révész & Kollár páros tervezte, 1912-ben. Benne működik a Deák 17 Gyermek és Ifjúsági Művészeti Galéria.
- 21. sz. Az utca legalacsonyabb háza tökéletesen példázza, milyen kifinomult mester volt Hild József, a pesti reformkor egyik legelismertebb építésze. Az épület fontos szerepet játszott a szabadságharcban is: itt volt a Marastoni Jakab által alapított, Első Magyar Festészeti Akadémia főhadiszállása.
- 23. sz. Ötemeletes saroképület, amelyet szintén a mai napig a német Jugendstil-homlokzatok mestereinek számító Révész & Kollár építészduó legjobb munkájaként tartanak számon. A „Modern és Breitner Áruház”, ahogy egykor hívták, a nyugat-európai art nouveau hatását mutatja a magyar építészetben.

## Képgaléria

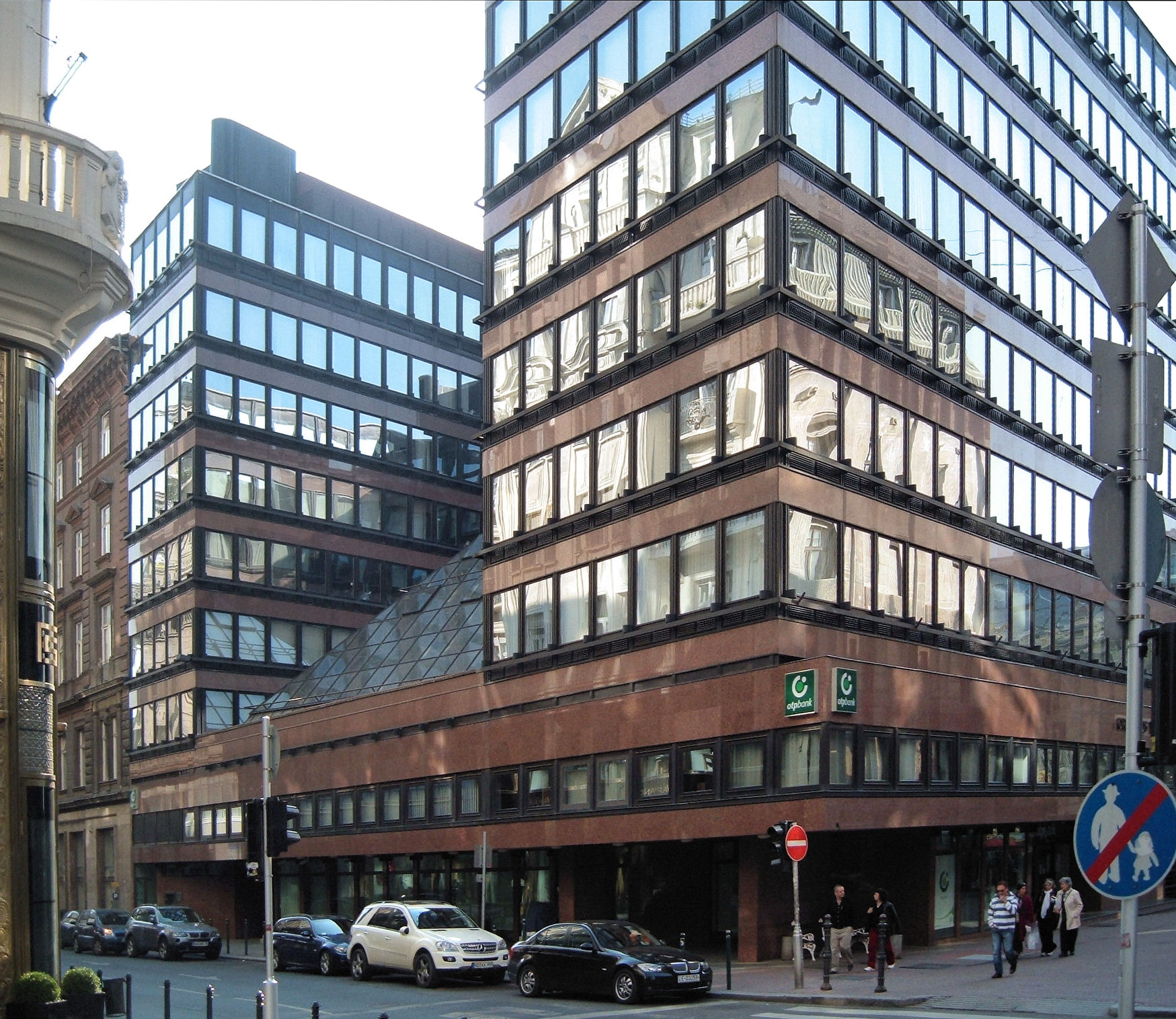
A Chemolimpex egykori irodaháza, ma az OTP Bank központja
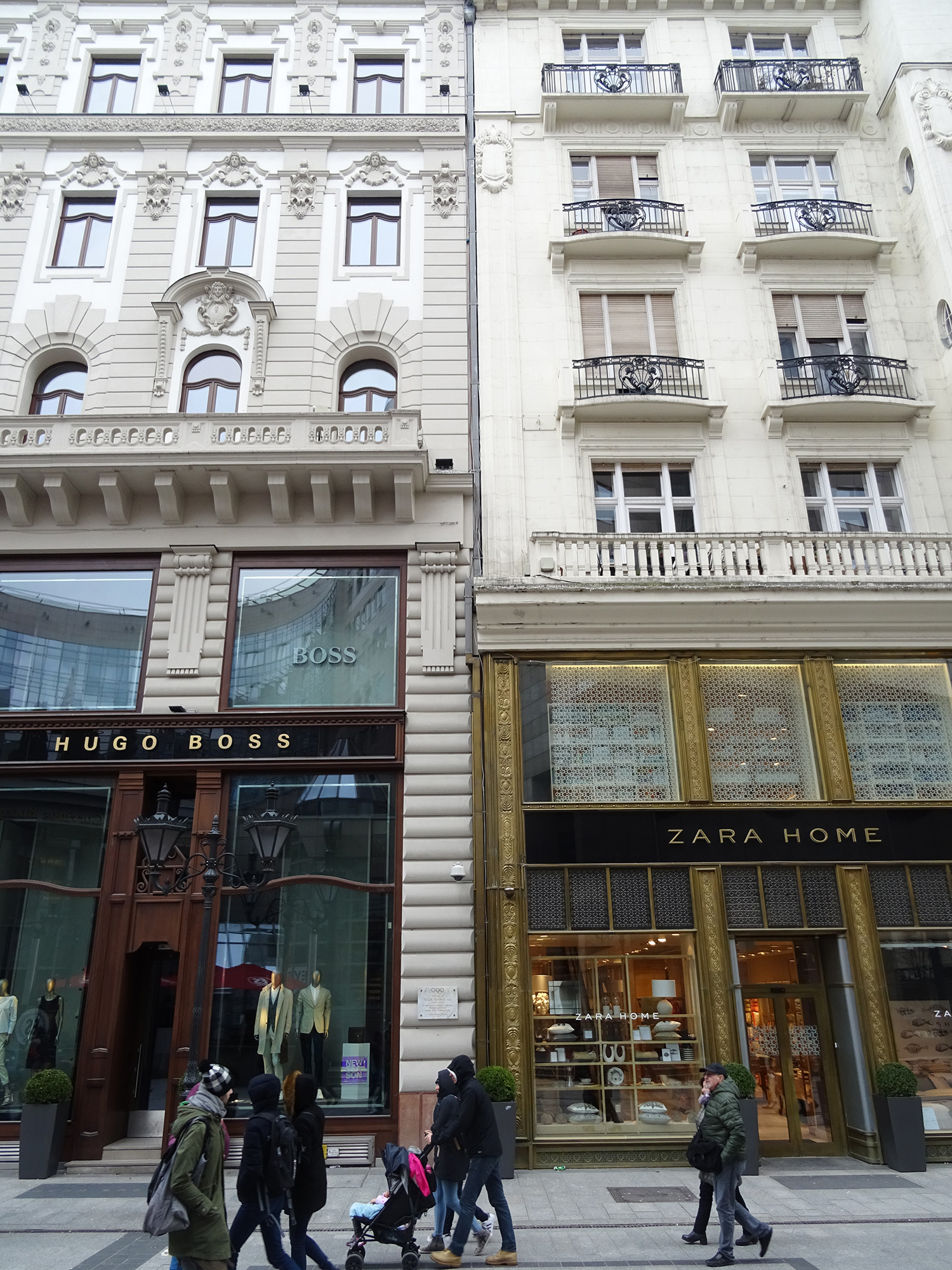
Deák Ferenc u. 11–13. sz. (jobbra), tervező Sterk Izidor, 1910
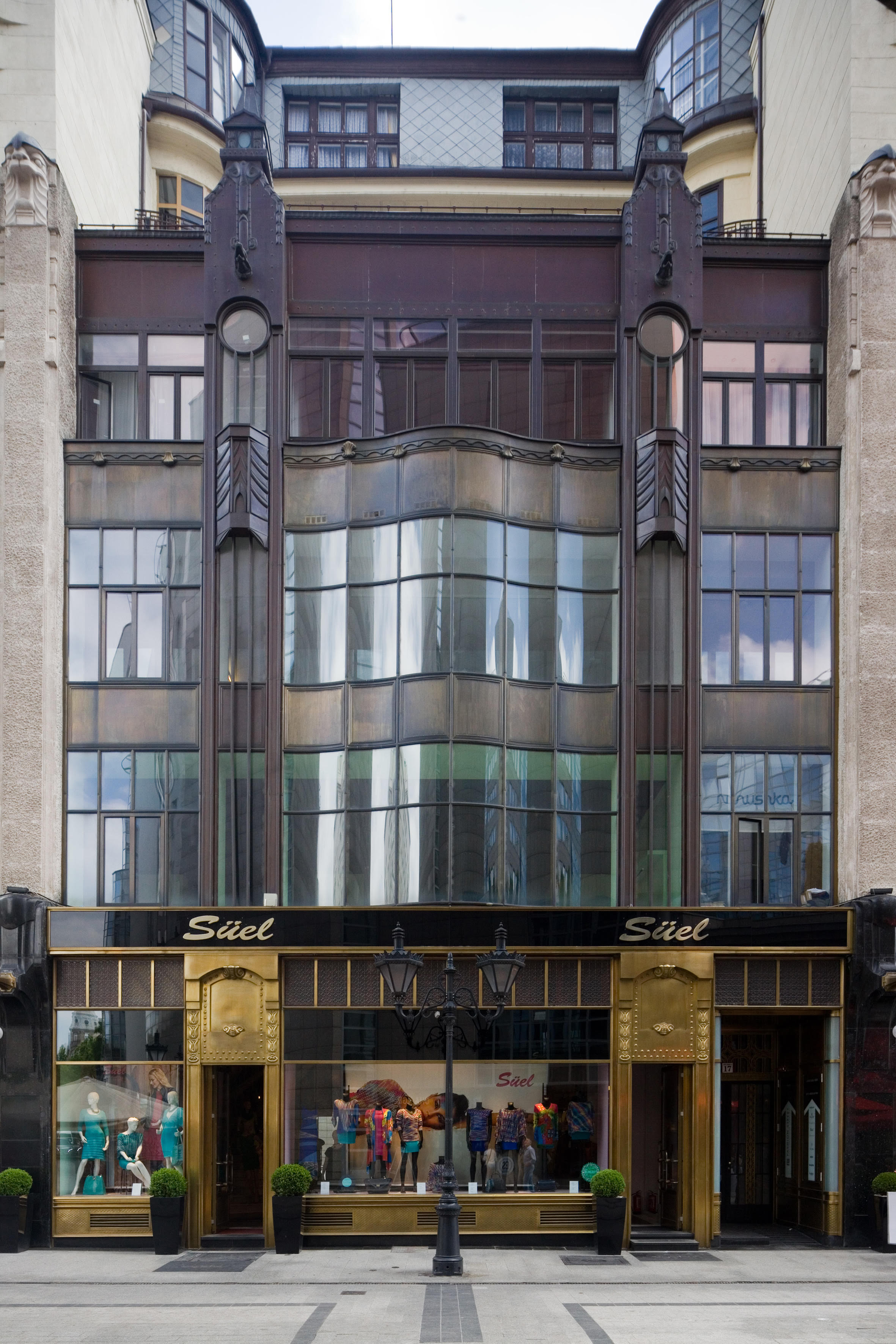
A Deák 17 Gyermek és Ifjúsági Galéria
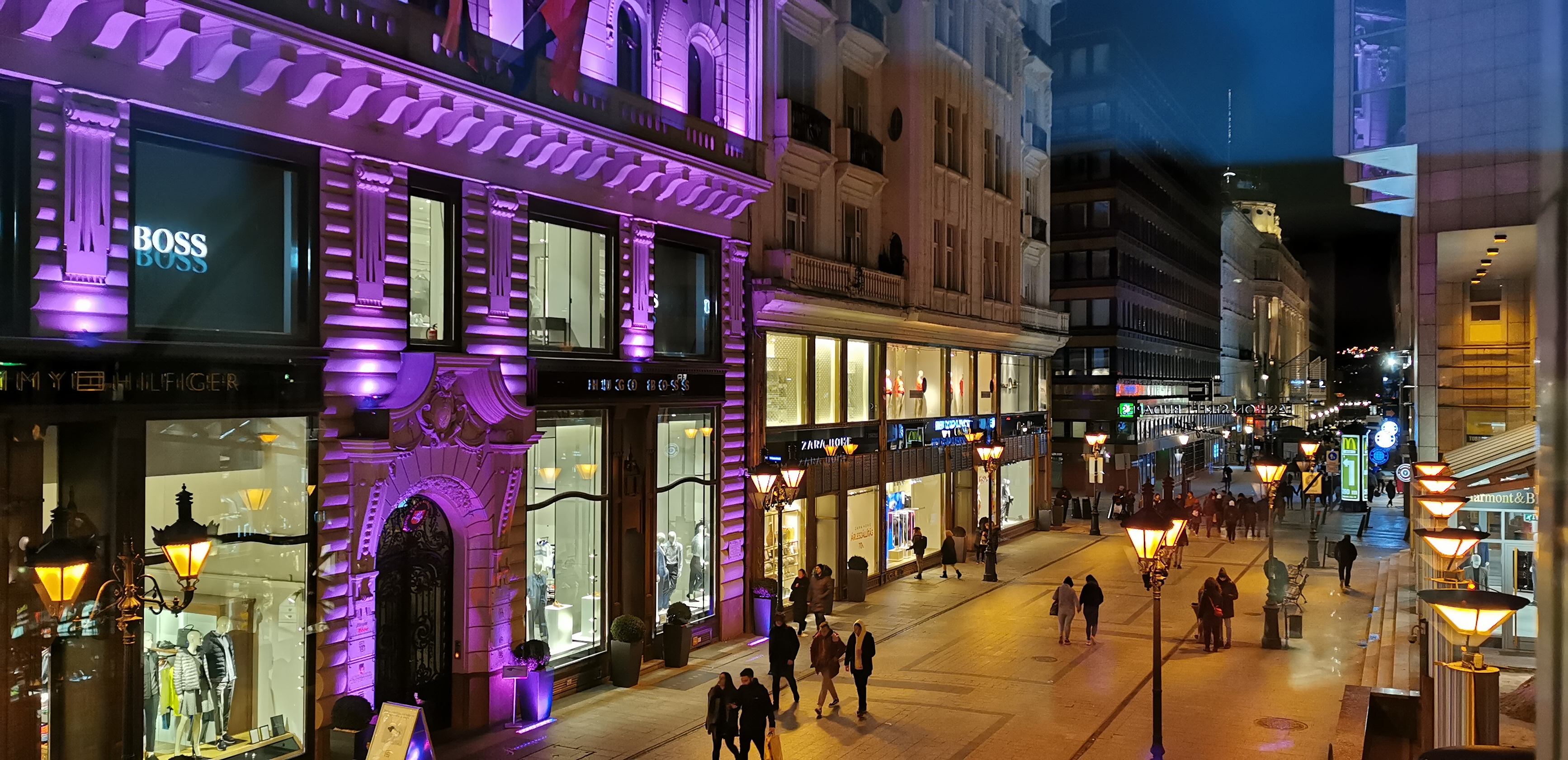
Kitekintés a Kempinski Hotelből